# Христианство в Канаде
Христианство в Канаде — крупнейшая религия в стране.
По данным исследовательского центра Pew Research Center в 2010 году в Канаде проживало 23,43 млн христиан, которые составляли 68,9 % населения этой страны. Энциклопедия «Религии мира» Дж. Г. Мелтона оценивает долю христиан в 2010 году в 75,8 % (25,57 млн).
Крупнейшими направлениями христианства в стране являются католицизм и протестантизм. В 2000 году в Канаде действовало 27,5 тыс. христианских церквей и мест богослужения, принадлежащих 260 различным христианским деноминациям.
В 1944 году в стране учрежден Канадский совет церквей, объединяющий основные христианские конфессии.